# Psylliodes stolidus
Psylliodes stolidus es una especie de insecto coleóptero de la familia Chrysomelidae.
Fue descrita científicamente en 1860 por Wollaston.